# Inger Sundberg
Torborg Inger Louise Sundberg, född 19 maj 1934 i Stockholm, död 11 augusti 2012 i Salems församling, var en svensk barnskådespelare.
Hon är gravsatt i minneslunden på Katarina kyrkogård i Stockholm.

## Filmografi
- 1938 – Adolf klarar skivan
- 1938 – Nyårsklockor
- 1940 – Blyge Anton
- 1941 – Magistrarna på sommarlov
- 1941 – Soliga Solberg
- 1942 – Vi hemslavinnor